# مقاطعة كالدويل (لويزيانا)
مقاطعة كالدويل (بالإنجليزية: Caldwell Parish, Louisiana)‏ هي إحدى مقاطعات ولاية لويزيانا في الولايات المتحدة. تأسست سنة 1838، وتبلغ مساحتها 1400 كم2، بلغ عدد سكانها 10132 نسمة في عام 2010 حسب إحصاء مكتب تعداد الولايات المتحدة .

## معرض صور

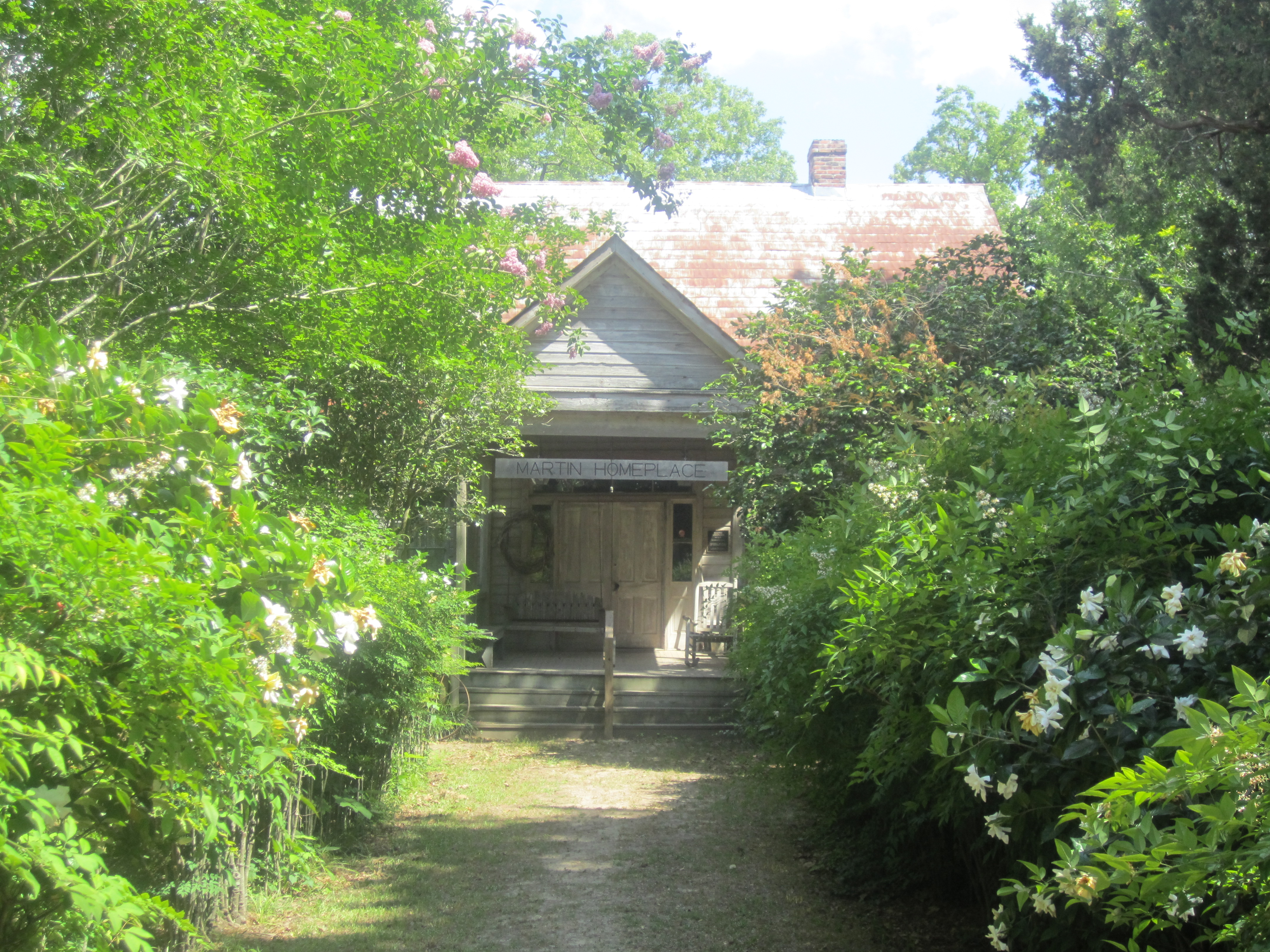
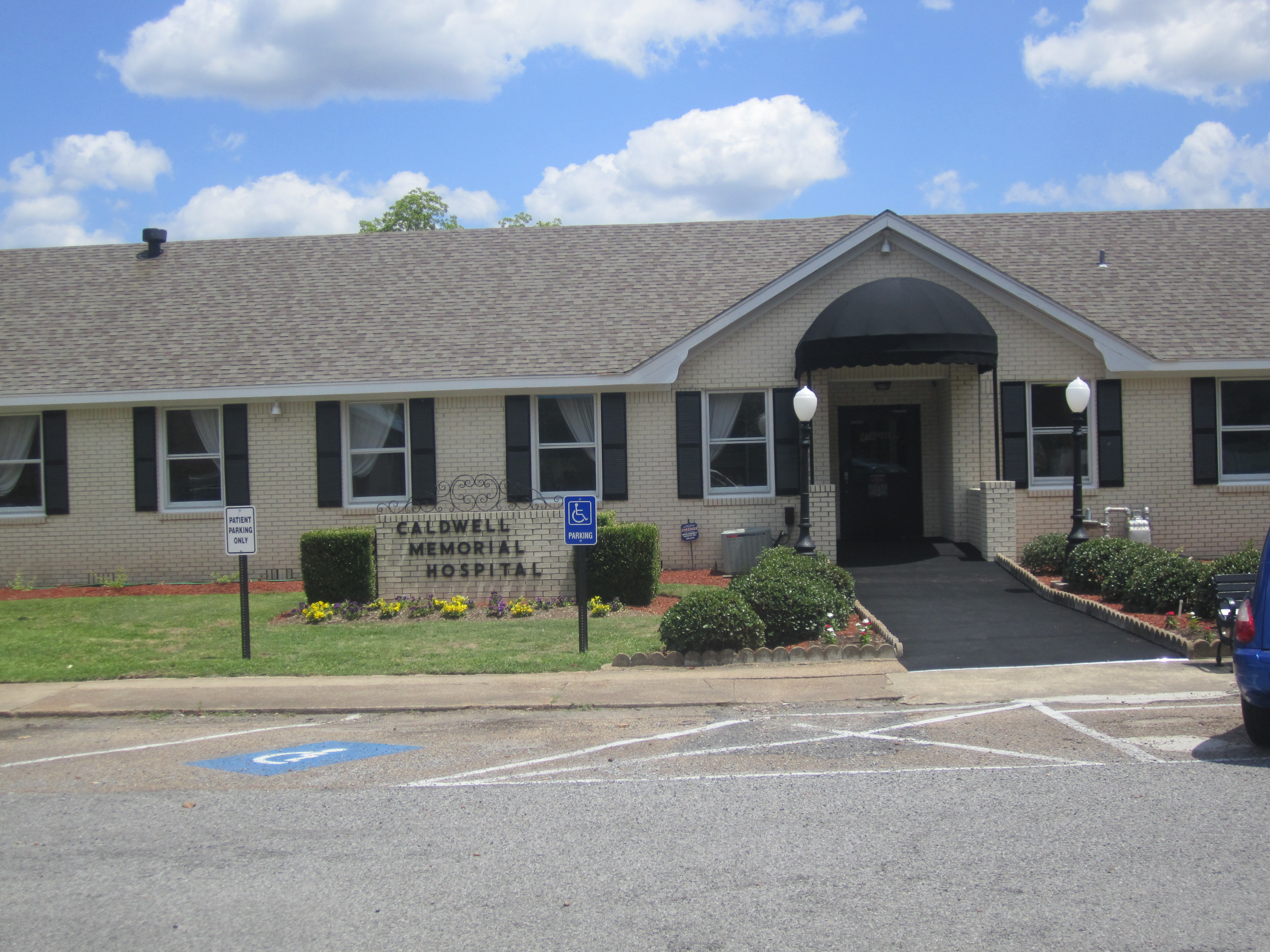
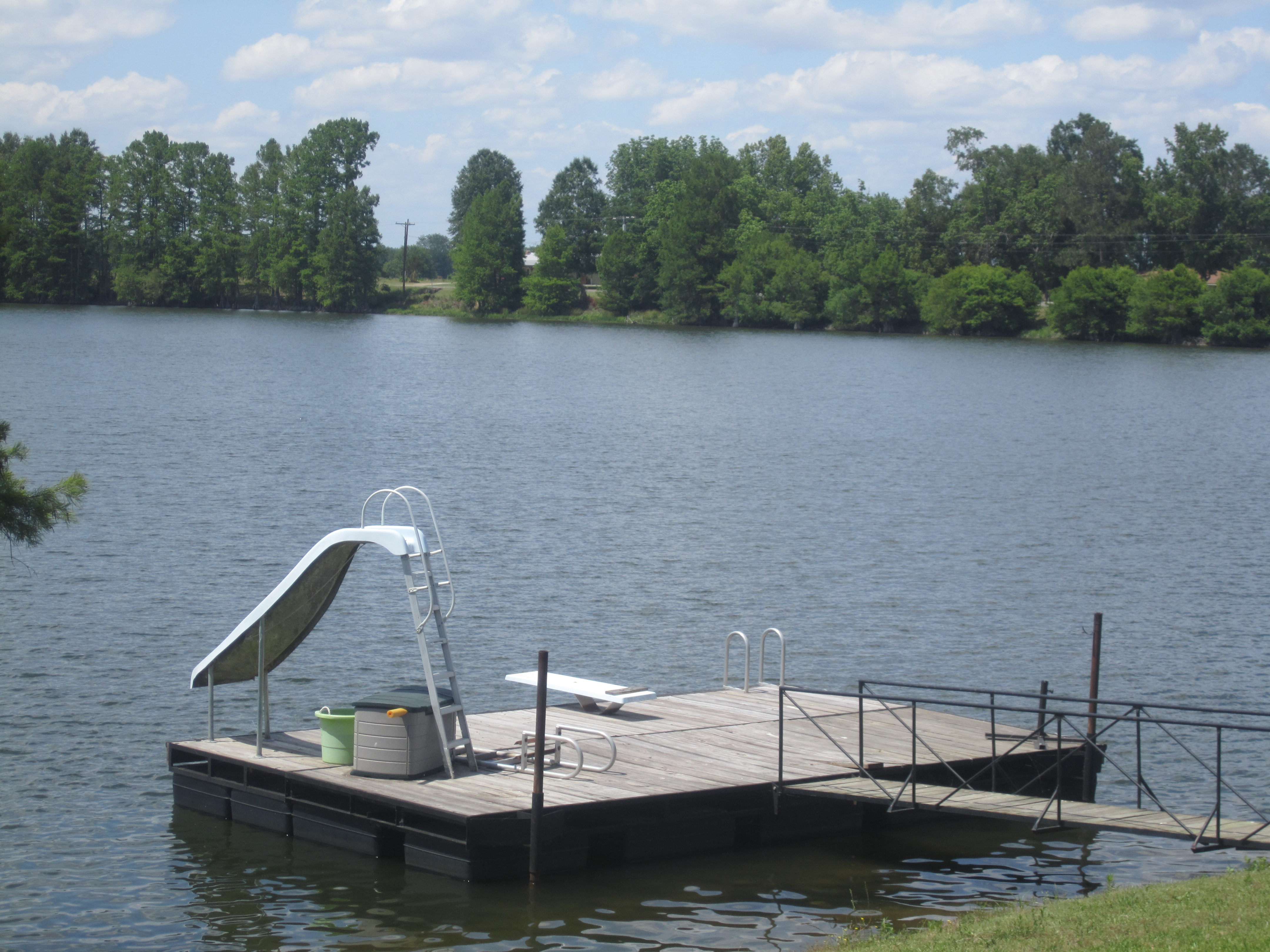
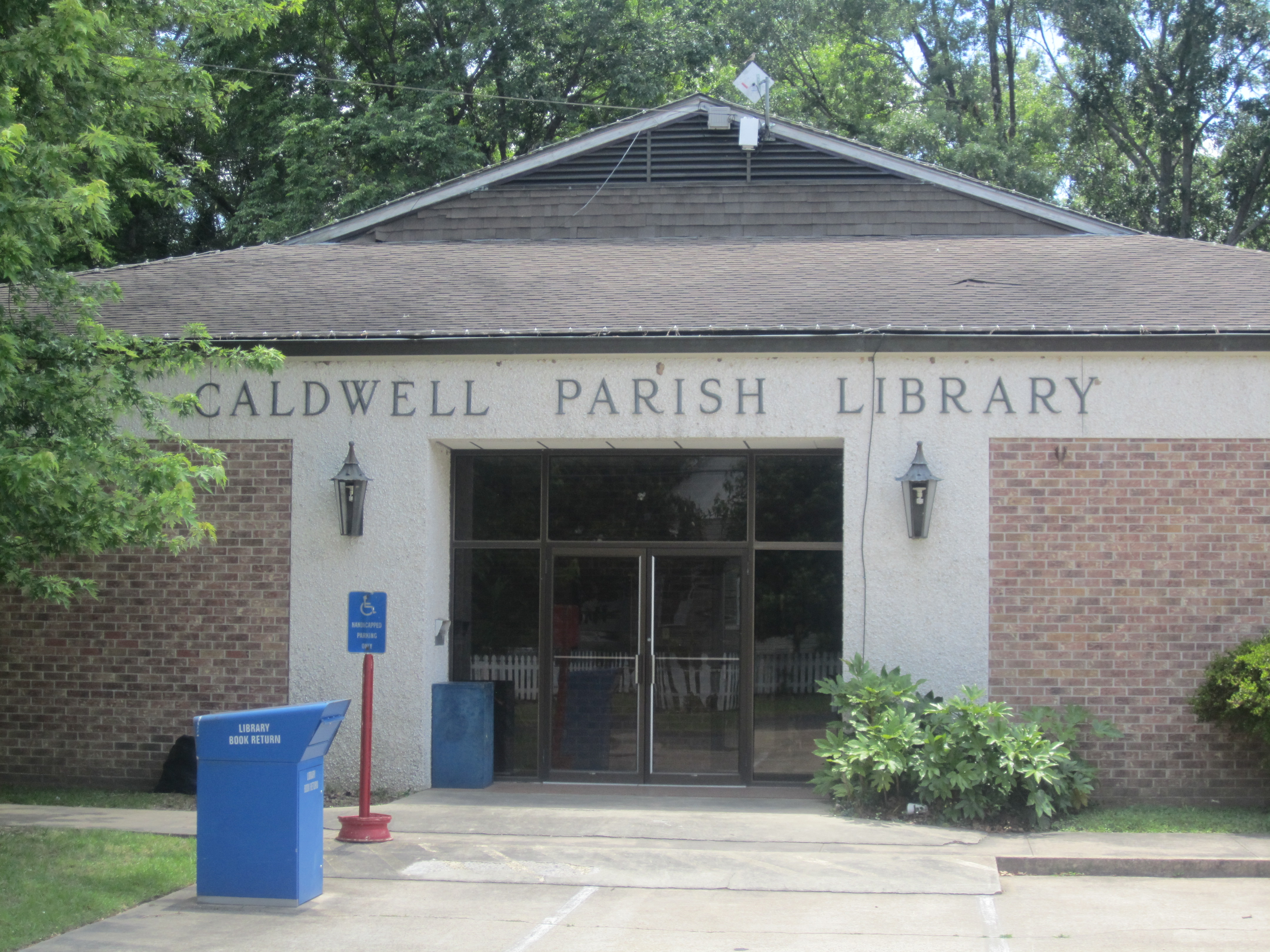
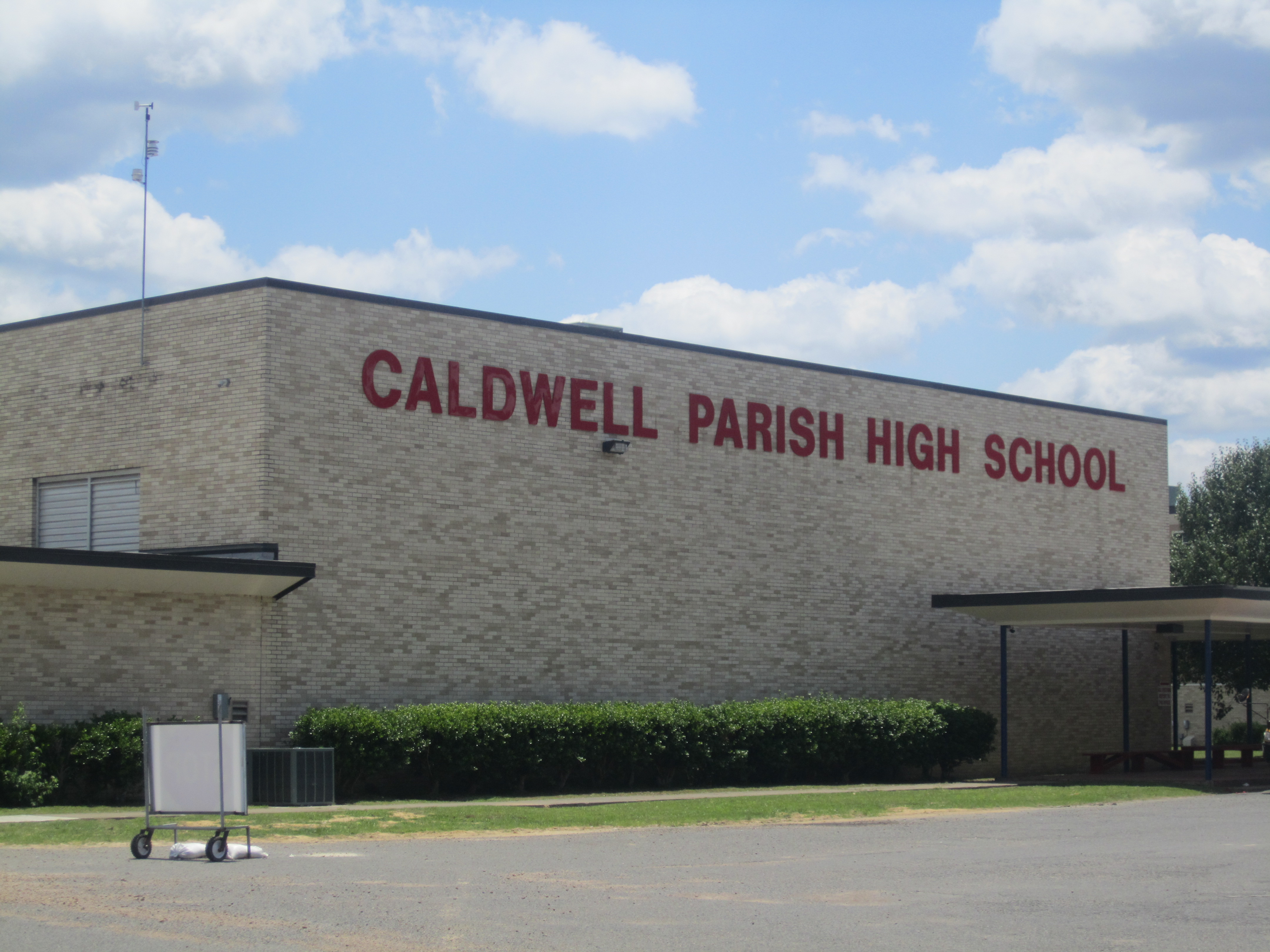

## وصلات خارجية
- United States Counties